# 真主党旅
真主党旅（阿拉伯语：كتائب حزب الله）是一個由伊朗支持的伊拉克什葉派准军事团体。它活跃于伊拉克内战和叙利亚内战。在伊拉克战争期间，该组织与伊拉克战争多国部队作戰。

## 历史
真主党旅成立于2003年伊拉克战争爆發前夕，是由擁有伊拉克-伊朗双重国籍的阿布·马赫迪·穆罕迪斯所創立。真主黨旅的第一批成员来自巴德爾組織，並从圣城军获得训练和资金。美国国务院还声称，黎巴嫩真主党也为该组织提供了武器和训练。

### 伊拉克戰爭（2003-2011）
真主黨旅于2007年因袭击伊拉克战争多国部队而声名显赫，并在互联网上传其袭击美军的视频。
2008年，美国和伊拉克部队开始镇压真主黨旅，有至少有30名成员被捕。该组织的多名领导人也被捕，美国官员声称“有多名真主黨旅领导人逃到了伊朗”。
2009年7月2日，真主黨旅被列入美国国务院認定的外国恐怖主义组织名单中。真主黨旅被控曾在绿区针对美国和伊拉克部队發動多次简易爆炸装置，迫击炮，火箭和RPG袭击以及狙击行动，其中包括2008年11月的火箭袭击，當時炸死了两名联合国工作人员。
2010年2月12日，美軍在巴格达东南部265公里的一個伊拉克與伊朗边界附近的村庄发生了与疑似真主黨旅成员的交火。美方报告说，有12人被捕。美國军方在一份声明中表示，联合安全小组遭到散布在多栋住宅楼中的武裝分子开枪。伊拉克官员則表示，有8人在衝突中被杀，许多遇难者只是无辜的旁观者。
2011年7月，一名伊拉克情报官员估计真主黨旅的规模为1000名战斗人员，并表示武装分子每月的收入在300至500美元之间。

### 美国從伊拉克撤軍後
2013年，真主黨旅和其他伊拉克什叶派民兵承认在敘利亞与忠于巴沙尔·阿萨德的部队一起作战，以对抗寻求在叙利亚内战中推翻巴沙尔·阿萨德的逊尼派叛军。
2014年，真主黨旅开始在伊拉克打击伊斯兰国的斗争中发挥作用。同年，真主黨旅和其他六个主要的什叶派伊拉克准军事团体组成了人民動員。自2016年10月以来，真主黨旅与伊拉克军队和人民動員一起参加了摩蘇爾戰役。
2019年12月29日，發生了美國轟炸真主黨旅事件。美国轰炸了加伊姆附近的真主黨旅总部。据路透社和美国军方声明的信息，空袭的目标是真主黨旅在伊拉克的三个和在叙利亚的两个地点，其中包括武器库和指挥所，以報復真主黨旅两天前向K-1空軍基地发射的30多枚火箭弹襲擊以及对美军在伊拉克基地的攻击。美方認定兩天前的真主黨旅的襲擊行為導致一名美国承包商死亡和數名伊拉克和美国士兵受傷。美國轟炸真主黨旅事件中有25人丧生，还有51名真主黨旅成员受伤。
为回應美國轟炸真主黨旅事件，又發生了襲擊美國駐巴格達大使館事件。示威者于2019年12月31日袭击了美国驻巴格达绿区的大使馆。许多抗议者是真主黨旅的成员，其中還有真主黨旅創始人阿布·马赫迪·穆罕迪斯。2020年1月1日，人民動員下令支持者撤離駐巴格達美國大使館後，伊拉克抗議群眾全部撤離美國大使館。1月3日，真主黨旅創始人阿布·马赫迪·穆罕迪斯與聖城旅指揮官卡西姆·苏莱曼尼一同在巴格達國際機場被美軍空襲身亡。

## 另見
- 敘利亞內戰各參戰方列表